# Martin Marietta
Martin Marietta Corporation fue fundada en 1961 a través de la fusión de The Martin Company y American-Marietta Corporation. Las compañías combinadas se convirtieron en líderes en las mezclas, cementos, sustancias químicas, tecnología aeroespacial y electrónica.

## Historia
En 1982 Martin Marietta sufrió una OPA hostil de Bendix Corporation. Bendix compró la mayoría de las acciones y en consecuencia, se convirtió en propietaria de la compañía. Sin embargo, la dirección de Martin Marietta usó el breve periodo de separación de la propiedad y control, para vender los negocios no centralizados y lanzar su propia OPA hostil contra Bendix (una acción conocida como la defensa Pac-Man). Al final de esta extraordinariamente encarnizada batalla acabó sobreviviendo Martin Marietta y Bendix comprada por Allied Corporation.

### Línea temporal
- 1961: Martin Marietta se forma por la fusión de la Glenn L. Martin Company y American-Marietta Corporation
- 1982: el intento de Bendix Corporation de absorber la compañía termina con su propia venta a Allied Corporation, Martin Marietta sobrevive.
- 1986: gana el contrato para convertir el ICBMs Titan II en un vector espacial. La Martin Company construyó los ICBMs originales.
- 1987: se forma Electronics & Missiles Group, con sede en Orlando
- 1991: se reorganiza Electronics & Missiles Group en el Electronics, Information & Missiles Group
- 1993: adquiere General Electric Aerospace por 3 mil millones de dólares, permitiendo el marketing combinado de los sistemas complementarios, p. ej. misiles Titan Martin Marietta lanzando satélites de GE.
- 1993: adquiere la gestión de contratos para Sandia National Laboratories.
- 1993: adquiere la unidad de sistemas espaciales General Dynamics.
- 1994: Martin Marietta completa su oferta Pública de Venta del 19 por ciento de las acciones comunes de Martin Marietta Materials, que se listan en el New York Stock Exchange como MLM.
- 1995: Martin Marietta se fusiona con Lockheed Corporation para formar Lockheed Martin
- 1996: Lockheed Martin escinde Martin Marietta Materials como entidad separada e independiente.

- Datos: Q626800
- Multimedia: Martin Marietta / Q626800